# Taşlidere
Der Taşlidere (auch Taşli Dere) ist ein Zufluss des Schwarzen Meeres im Nordosten der Türkei.
Der Taşlidere entspringt im Ostpontischen Gebirge.
Der Fluss strömt in einem weiten Bogen, anfangs nach Nordwesten, später nach Norden und am Ende nach Nordosten. Dabei durchfließt er das Bergland im Landesinneren des zentralen Landkreises der Provinz Rize. 
Etwa 3 km vor der Mündung trifft der Güneysu, größter Nebenfluss des Taşlidere, von rechts auf den Fluss.
Der Taşlidere mündet schließlich am östlichen Stadtrand der Provinzhauptstadt Rize ins Schwarze Meer.
Der Taşlidere hat eine Länge von 34 km. Entlang den unteren 25 km des Taşlidere folgt eine Straße dem Fluss.